# Gary LeVox
Gary Wayne Vernon Jr., in arte Gary LeVox (Columbus, 10 luglio 1970), è un cantante statunitense, del gruppo country Rascal Flatts.
Il suo nome d'arte (LeVox) significa La Voce.

## Biografia
I genitori divorziarono quando aveva 10 anni. La madre si risposò quando ne aveva 10, pur avendo un buon rapporto con il patrigno, la coppia si separò quando aveva 18 anni. Il 15 maggio 1999 sposa Tara da cui ha due figlie: Brittany nata il 26 agosto 2000, e Brooklyn nata il 21 marzo 2004. Jamie Foxx è un amico di Gary dagli anni novanta. Foxx ha fatto una comparsa nell'album Still Feels Good.Ha partecipato come comparsa nel film "Hannah montana the movie".